# Yo x ti, tú x mí
Yo x ti, tú x mí è un singolo della cantante spagnola Rosalía e del cantante portoricano Ozuna, pubblicato il 15 agosto 2019.

## Video musicale
Il video musicale, diretto dai Cliqua, è stato reso disponibile il 15 agosto 2019.

## Tracce
Testi e musiche di Juan Carlos Ozuna, Rosalía Vila e Pablo Díaz-Reixa.
1. Yo x ti, tú x mí – 3:21

## Formazione
Musicisti
- Rosalía – voce
- Ozuna – voce

Produzione
- Rosalía – produzione
- El Guincho – produzione, registrazione, ingegneria del suono
- Frank Dukes – produzione
- Jacob Richards – assistenza all'ingegneria del suono
- Mike Seaberg – assistenza all'ingegneria del suono
- Rashawn Mclean – assistenza all'ingegneria del suono
- Chris Athens – mastering
- Jaycen Joshua – missaggio
- Hi Flow – registrazione
- Morning Estrada – registrazione

## Classifiche

### Classifiche settimanali
| Classifica (2019)     | Posizione massima |
| --------------------- | ----------------- |
| Argentina             | 12                |
| Belgio (Fiandre)      | 51                |
| Belgio (Vallonia)     | 66                |
| Cile                  | 8                 |
| Colombia              | 10                |
| Costa Rica            | 9                 |
| Francia               | 189               |
| Grecia                | 73                |
| Italia                | 61                |
| Lituania              | 84                |
| Portogallo            | 29                |
| Repubblica Dominicana | 16                |
| Spagna                | 1                 |
| Svizzera              | 29                |

### Classifiche di fine anno
| Classifica (2019) | Posizione |
| ----------------- | --------- |
| Portogallo        | 186       |
| Spagna            | 12        |
| Classifica (2020) | Posizione |
| Spagna            | 78        |